# NAHB/Wells Fargo Housing Market Index
Der NAHB/Wells Fargo Housing Market Index (HMI, auch NAHB-Hausmarktindex genannt) gehört zu den wichtigen volkswirtschaftlichen Frühindikatoren für die wirtschaftliche Entwicklung in den Vereinigten Staaten und wird von der National Association of Home Builders (NAHB) veröffentlicht. Er spiegelt die Geschäftserwartungen von Bauunternehmen, die auf Einfamilienhäuser spezialisiert sind, wider.

## Konzept
Der NAHB/Wells Fargo Housing Market Index (HMI) wird seit Januar 1985 von der National Association of Home Builders (NAHB) veröffentlicht und von einer monatlichen Befragung von rund 400 Bauunternehmern abgeleitet. Dabei geben die Unternehmen eine Einschätzung der aktuellen Eigenheimverkäufe und ihre Erwartungen der Verkäufe innerhalb der nächsten 6 Monate ab. Die Angaben können mit gut, mittelmäßig oder schwach bewertet werden. Die Bauunternehmen werden außerdem aufgefordert die Aktivität der potenziellen Käufer mit hoch bis sehr hoch, durchschnittlich oder niedrig bis sehr niedrig einzuschätzen. 
Aus der Punktanzahl jeder Antwort wird von der nationalen Organisation der Wohnungsbauunternehmen ein saisonbereinigter Gesamtindex berechnet. Während ein Indexwert kleiner als 50 ein Indiz für einen zukünftigen Wirtschaftsabschwung darstellt, stehen Indexwerte über 50 für angenommene positive Konjunkturentwicklungen. Die Bewertungsskala geht von 0 bis 100, wobei 0 das schlechteste und 100 das beste Ergebnis ist. Seit September 2005 wird der HMI regional ausgewiesen. Für die vier Regionen Nordosten, Süden, Mittlerer Westen und Westen wird jeweils ein Index berechnet.
Die Gewichtung des HMI ist folgendermaßen: 
- Gegenwart = 0,5920
- Zukunft = 0,1358
- Aktivität = 0,2722

Die Finanzmärkte reagieren sensibel auf unerwartete Veränderungen des Index, er wird als Frühindikator für die konjunkturelle Entwicklung empfunden. HMI, Case-Shiller-Index oder FHFA House Price Index gehören zur Gruppe der Indikatoren, deren Entwicklung die Aktienindizes erkennbar beeinflussen.

## Geschichte

### Historischer Überblick
Der Housing Market Index (HMI) startete im Januar 1985 mit 50 Punkten. Bis Februar 1989 lag die Stimmung der Bauunternehmen über 50 Punkte. Im Verlauf der Rezession Anfang der 1990er Jahre sank der Index im Januar 1991 auf einen Tiefststand von 20 Punkten. Im Oktober 1992 stieg die Stimmung der Bauunternehmer wieder über die Schwelle von 50 Punkten. Im Dezember 1998 erzielte der HMI mit 78 Punkten ein Allzeithoch. Im Mai 2006 sank das Stimmungsbarometer erstmals seit November 2001 unter die Grenze von 50 Punkten. 
Die wirtschaftliche Abschwächung in den USA etwa ab 2005, sinkende Wachstumsraten bei der Arbeitsproduktivität, insbesondere in der Bauwirtschaft, und der spätere Anstieg des US-Leitzinses auf bis zu 5,25 Prozent im Juni 2006 löste eine Kettenreaktion aus. Einkommensschwache Schuldner konnten die gestiegenen Raten für ihre variabel verzinslichen Kredite nicht mehr bezahlen und mussten ihr Haus verkaufen. Wegen der zunehmenden Immobilienverkäufe brachen die Häuserpreise ab Juli 2006 ein, und durch den fallenden Wert der Immobilien hatten die Banken und Investoren zunehmend ungesicherte Kreditforderungen. Die Zahlungsunfähigkeit von Schuldnern bescherte den Banken und den Investoren nun Verluste.
Eine lange Preissteigerungsphase im Immobilienmarkt hatte sich in den USA zu einer Immobilienblase entwickelt. Mit den fallenden Immobilienpreisen wurde die Finanzkrise ab 2007 akut. Zunächst waren von diesen Problemen im Immobilienbereich in erster Linie Subprime-Kredite betroffen, die überwiegend an Kreditnehmer mit geringer Bonität vergeben worden waren. Die Spekulationsblase platzte. Die Banken blieben auf ihren Krediten sitzen. Es kam zu Kursstürzen an den globalen Aktienmärkten. Weil durch den Weiterverkauf fauler Kredite (Verbriefung) diese in aller Welt verstreut waren, weitete sich die Krise durch die enge Verzahnung der Einzelwirtschaften und Finanzströme global aus. Im Januar 2009 markierte der Housing Market Index mit 8 Punkten ein Allzeittief. 
Nach einem Zwischenhoch im Mai 2010 bei 22 Punkten fiel die Stimmung der Bauunternehmen in den USA im Juni 2011 auf 13 Punkte und damit auf den tiefsten Stand seit September 2010. Gründe für den Rückgang waren die schwache konjunkturelle Entwicklung, die Zunahme der Zwangsvollstreckungen und die gestiegenen Baukosten. Zahlreiche potenzielle Hauskäufer wollten ihr bestehendes Eigenheim unter den Marktbedingungen nicht verkaufen oder hatten Probleme, Zugang zu Krediten zur Finanzierung einer Immobilie zu bekommen.
Im Dezember 2012 stieg der NAHB/Wells Fargo Housing Market Index auf 47 Punkte und damit auf den höchsten Stand seit April 2006.

### Jährliche Entwicklung
Die Tabelle zeigt die Entwicklung der saisonbereinigten Daten des Housing Market Index seit 1985.
| Jahr  | Höchststand | Tiefststand | Schlussstand |
| ----- | ----------- | ----------- | ------------ |
| 1985  | 59          | 49          | 57           |
| 1986  | 65          | 55          | 64           |
| 1987  | 63          | 50          | 51           |
| 1988  | 60          | 49          | 60           |
| 1989  | 54          | 43          | 43           |
| 1990  | 44          | 22          | 22           |
| 1991  | 42          | 20          | 35           |
| 1992  | 56          | 44          | 56           |
| 1993  | 71          | 51          | 71           |
| 1994  | 70          | 43          | 43           |
| 1995  | 55          | 40          | 53           |
| 1996  | 61          | 49          | 55           |
| 1997  | 60          | 52          | 60           |
| 1998  | 78          | 60          | 78           |
| 1999  | 77          | 69          | 70           |
| 2000  | 69          | 57          | 57           |
| 2001  | 60          | 48          | 55           |
| 2002  | 63          | 55          | 63           |
| 2003  | 69          | 55          | 69           |
| 2004  | 71          | 66          | 71           |
| 2005  | 72          | 57          | 57           |
| 2006  | 57          | 30          | 33           |
| 2007  | 39          | 18          | 18           |
| 2008  | 20          | 9           | 9            |
| 2009  | 19          | 8           | 16           |
| 2010  | 22          | 13          | 16           |
| 2011  | 21          | 13          | 21           |
| 2012¹ | 47          | 24          | 47           |
| 2013  | 58          | 41          | 56           |

¹ 31. Dezember 2012